# (27825) 1993 VP
1993 في بي (ويعرف أيضًا باسم (27825) 1993 في بي وفق تسمية الكوكب الصغير) (بالإنجليزية: 1993 VP)‏ هو كويكب ضمن حزام الكويكبات؛ وترتيبه 27825 من حيث الاكتشاف.
اكتُشف هذا الجُرم الفلكي بواسطة Satoru Otomo ‏ في 9 نوفمبر 1993.

## وصلات خارجية
- (27825) 1993 VP في قاعدة بيانات مختبر الدفع النفاث لأجرام النظام الشمسي الصغيرة

- الاكتشاف · مخطط المدار ·  العناصر المدارية · المعلمات المادية

- (27825) 1993 VP على موقع ويكي سكاي: DSS2, SDSS, GALEX, IRAS, Hydrogen α, X-Ray, Astrophoto, Sky Map, Articles and images